# 95-та авіаційна база (Румунія)
95-та авіаційна база «Герой капітан авіації Александру Шербенеску» (рум. Baza 95 Aeriană "Erou căpitan aviator Alexandru Şerbănescu") — складова частина ВПС Румунії.
Розташована у місті Бакеу повіту Бакеу на північному сході країни. Тут базується 952-га вертолітна ескадрилья та 951-ша навчальна винищувальна ескадрилья ВПС Румунії. Командувач — бригадний генерал авіації Чіпріан Марін.

## Історія
Навчальний центр підготовки пілотів надзвукових літаків був створений 1 грудня 1968-го і вже наступного року отримав перші машини МіГ-21. У період з жовтня 1992 року по серпень 2003-го тут перебували транспортно-десантні Ан-2. У березні 1997-го аеродром у Бакеу першим отримав модернізовані МіГ-21M/F.
2001 року 95-й базі перепідпорядкували дві вертолітні ескадрильї (IAR 316 Allouette та IAR 330 Puma), дислоковані в Текучі; з травня 2001 на аеродромі перебуває навчальна винищувальна ескадрилья, а загалом станом на липень 2006 тут налічувалося три авіапідрозділи:
- 951-ша винищувальна ескадрилья (МіГ-21 LanceR-A/B/C)
- 952-га вертолітна ескадрилья на IAR 330L
- 205-та навчальна винищувальна ескадрилья (МіГ-21 LanceR-A/B).

У липні 2010 року частина була оснащена вертольотами IAR 330 SOCAT, а з лютого 2012 року — літаками IAR 99 Şoim.

## Сучасність
За планом оновлення льотного парку від 2023-го року 95-та авіаційна база мала стати майданчиком для зберігання усіх списаних МіГ-21 (включно з тими, що перебували на балансі 71-ї та 86-ї авіабаз)
З 2024 Бакеу стає місцем перенавчання льотчиків для опанування F-16, того ж року було оголошено про 24 вакансії.

### Російсько-українська війна
24 лютого 2022-го року румунське міністерство оборони заявило, що підіймало свої F-16 в повітря задля перехоплення об'єкту в повітряному просторі над країною, яким виявився Су-27 українських ВПС; літак ескортували до бази в Бакеу, а першого березня він повернувся до України.